# 선익스프레스
썬익스프레스(SunExpress)는 안탈리아에 기반을 둔 튀르키예-독일의 항공사이다. 썬익스프레스는 1989년 10월에 터키항공과 루프트한자 간 조인트 벤처로서 설립되었다. 유럽의 30개 국가, 북아프리카, 지중해, 흑해, 홍해의 90개 도착지로 승객들을 수송한다. 이 항공사는 해외여행, 국내 튀르키예 항공편의 아나톨리아 수송에 집중한다.